# Floricola striata
Floricola striata är en svampart som beskrevs av Kohlm. & Volkm.-Kohlm. 2000. Floricola striata ingår i släktet Floricola och familjen Mycosphaerellaceae.   Inga underarter finns listade i Catalogue of Life.